# Чамп
Чамп е митично същество от езерото Шамплейн, намиращо се на границата между САЩ и Канада. Съществото е обявено за криптид от криптозоолозите и е обект на техните изследвания. Слухът за неговото съществуване привлича много туристи във Вермонт, което е сериозен източник на приходи за щата.
Срещат се псевдонаучни хипотези, според които става въпрос за плезиозавър (подобни твърдения се срещат и за чудовището от езерото Лох Нес в Шотландия).
Езерото Шамплейн е открито от французина Самюел дьо Шамплейн (на френски: Samuel de Champlain) през 1609 и носи неговото име, но тогава той не споменава нищо за езерно чудовище.
Първото наблюдение на Чамп прави Шериф Натън през 1883.